# Twarz Karin
Twarz Karin – szwedzki film dokumentalny w reżyserii Ingmara Bergmana z 1986 roku. Wideo to jest także krótkometrażowe, ponieważ trwa 14 minut.

## Fabuła
Reżyser przedstawił obraz życia jego matki Karin Bergman i samego siebie. W produkcji wykorzystał archiwalne zdjęcia jej i najbliższej rodziny oraz własnego rodzeństwa. W ten sposób Ingmar Bergman powoli wyjawiał wiele interesujących szczegółów z własnego życia.

## Obsada
- Ingmar Bergman jako on sam
- Karin Bergman jako ona sama